# Pangpoche
Der Pangpoche (auch Pangpoche I, Pang Phuchi oder Panpoche) ist ein 6620 m hoher Berg in Nepal.
Der Pangpoche liegt 14,8 km ostnordöstlich vom Manaslu. Der Oberlauf des Budhigandaki verläuft entlang seiner Westflanke in südlicher Richtung. Dort liegt die Siedlung Samdo auf einer Höhe von 3870 m. Die tibetische Grenze liegt im Nordosten in lediglich 1,6 km Entfernung. Die Scharte zum nächsthöheren Berg stellt der 4998 m hohe Rui La (auch Lajing Bhanjyang) dar. Die Schartenhöhe beträgt somit 1622 m.
Vom Pangpoche führt nach Nordosten ein Berggrat zum benachbarten Berg Samdo (6335 m). Ein weiterer Berggrat führt nach Südsüdosten zum Nachbargipfel Pangpoche II (6504 m).

## Besteigungsgeschichte
Im September 2009 versuchte eine japanische Expedition erfolglos die Erstbesteigung des Pangpoche. Im 2012 versuchte es eine norwegische und im 2019 eine italienisch-schweizerische Expeditionen.
Erstmals erreicht wurde der Gipfel 2019 durch eine georgische Expedition: Archil Badriashvili, Giorgi Tepnadze und Bakar Gelashvili haben den Gipfel aus Nordosten erreicht, am 4. Oktober, im Alpinstil.
Erstbesteigungen des Pangpoche I und Pangpoche II (6,504 meter) wurde auf Piolets d’Or 2020 Big List aufgeführt.